# スカイ・リンク
スカイ・リンク（Sky Link）は、ルーカスフィルム社が開発した音声転送システムの総称である。

## 概要
サンフランシスコ郊外にある、ジョージ・ルーカス率いるルーカスフィルムの音響製作部門であるスカイウォーカー・サウンドで作られる音響は、世界的に見ても高レベルで、ほぼ毎年アカデミー賞にノミネート・受賞している。
この音響製作会社に映画の音響を依頼する映画会社は多岐に及び、北米以外でもヨーロッパや日本の映画、TV番組、CMの依頼が多い。
しかし、スカイウォーカー・サウンドは、サンフランシスコの中心地から車で90分程の山中にあり、アクセスが不便なため、世界中のどこでも音響チェックができるこのシステムが開発された。
依頼主にはスカイリンク・デコーダーが貸与され、インターネット網を利用したセキュアード・プロトコルにより世界中のどの場所でも音響チェックが行える。
スカイウォーカー・サウンドでの作業が終了すると、このデコーダーは回収される。
デコーダーを常時保有し、いつでもスカイウォーカー・サウンドと音響作業が行える施設は、ディズニー傘下のピクサー社とフジテレビ傘下のFILM LLPの2社である。

## 主な構成機材
- エンコーダー
- デコーダー